# Pilumnus sayi
Pilumnus sayi is een krabbensoort uit de familie van de Pilumnidae. De wetenschappelijke naam van de soort is voor het eerst geldig gepubliceerd in 1897 door Rathbun.